# Гименоспорум
Гименоспорум (лат. Hymenosporum) — монотипный род семейства Смолосемянниковые, представлен видом Гименоспорум жёлтый (лат. Hymenosporum flavum), произрастает во влажных тропических лесах Австралии, в штатах Квинсленд и Новый Южный Уэльс.

## Ботаническое описание
Вечнозелёное дерево с прямым и гладким стволом, высотой 4—20 м и 3—7 м шириной.
Листья очередные, ланцетовидные, обратнояйцевидные или продолговато-овальные, 6—15 см длиной, глянцевые и тёмно-зелёные сверху и светло-зелёные снизу, иногда слегка опушённые. Молодые листочки зубчатые.
Рыхлые, зонтикоподобные метёлки до 20 см в диаметре несут трубчатые, ароматные цветки, 3 см в диаметре с пятью широкими долями, открытые, светло-кремовые, со временем золотисто-жёлтые. Цветёт с марта по ноябрь.
Плод — коричневая капсула, содержащая плоские семена с «крылышками».